# Тежлер
Тежлер (арм. Թեժ; Теж-Ахмед) — высшая точка Памбакского хребта (3101 м).
Происхождение имени связано с тем, что гора при лучах заходящего солнца приобретает красноватый оттенок, как-бы накаляется (арм. թեժանալ). Из себя представляет интрузию, состоящую из нефелиновых и щелочных сиенитов. Склоны горы пологи и покрыты альпийскими лугами. На горе находится месторождение нефелиновых сиенитов — сырья для получения алюминия.

## Галерея

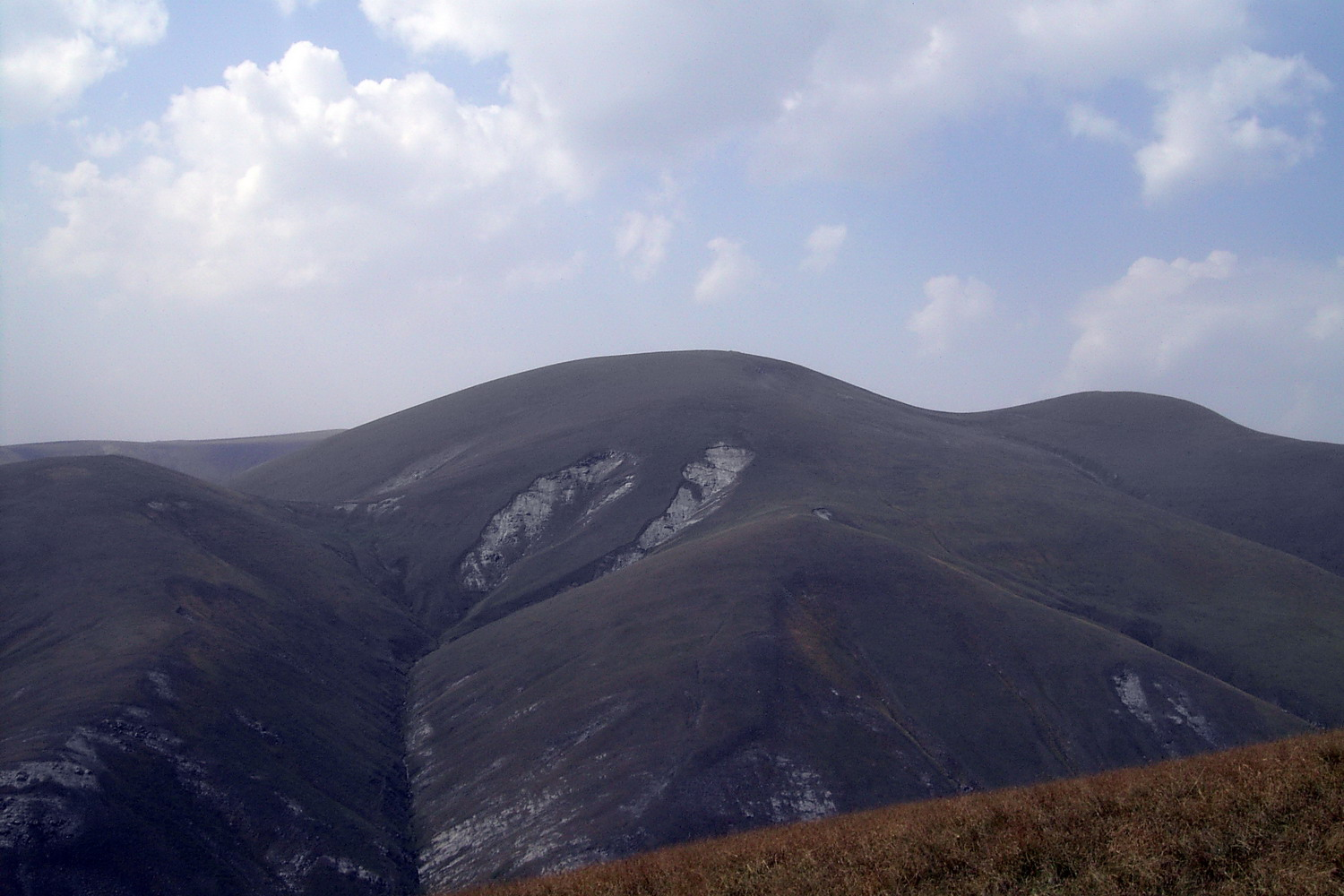
Гора Тежлер, вид с горы Артаваз
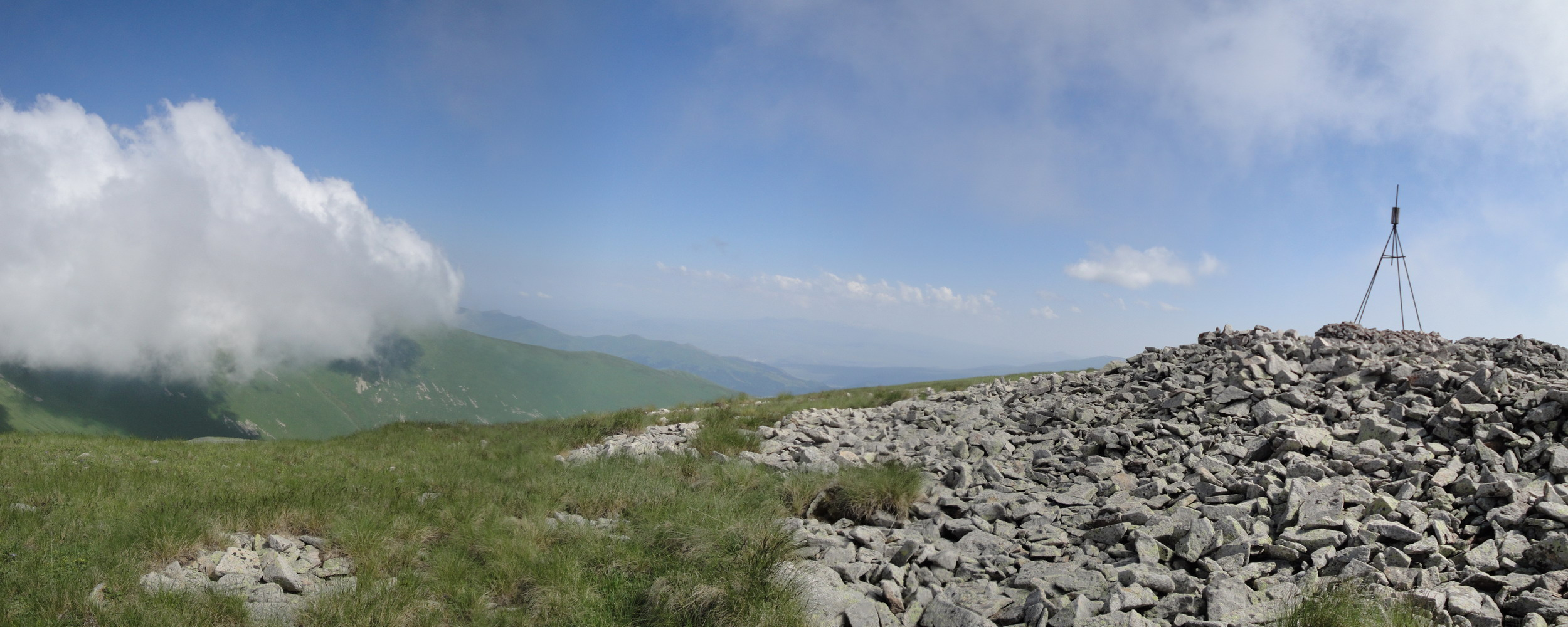
Вид с вершины горы Тежлер